# Gaja Hornby Records
Gaja Hornby Records (lub Gaja Hornby) – wytwórnia muzyczna założona przez Margaret i Kacezeta w 2020 roku w kooperacji z Sony Music Polska. Wydaje muzykę z gatunku urban.

## Historia
Wytwórnia została założona w 2020 roku poprzez Margaret i Kacezeta, a od 12 listopada 2021 roku inni artyści również mogą się do niej zgłaszać. Pierwszym ich wydawnictwem był singel Margaret pt. „Nowe plemię”, a albumem studyjnym Maggie Vision tej samej artystki. 1 grudnia tego samego roku założyciele zaczęli rekrutacje do Gaja Hornby Records poprzez aplikację mobilną o nazwie wytwórni. Do końca 2021 roku wydali kilkanaście singli i dwa albumy (w tym jeden minialbum).

## Artyści
- Margaret
- Kacezet
- Anja Pham[9]
- Seba Coelho[10]
- Urboishawty[11]
- Wojtek Geniusz (odszedł w 2021)[12]
- Zuza Jabłońska

## Popularne wydania
|  | - 2021: Maggie Vision – Margaret - 2021: Gelato – Margaret | - 2020: „Reksiu” – Margaret, Otsochodzi – złota płyta w Polsce - 2020: „Roadster” – Margaret, Kizo – złota płyta w Polsce - 2021: „Tak na oko” – Margaret – singel numer 18. w Polsce - 2021: „Płaska ziemia” – Anja Pham |